# اپیکسورث
اپیکسورث (به انگلیسی: Spixworth) یک روستا و محله مدنی در بریتانیا است که در Broadland واقع شده‌است. اپیکسورث ۴٫۸۰ کیلومتر مربع مساحت و ۳٬۷۱۸ نفر جمعیت دارد.